# World Series of Poker Europe 2015
Die World Series of Poker Europe 2015 war die achte Austragung der World Series of Poker in Europa. Sie fand vom 8. bis 24. Oktober 2015 erstmals in der Spielbank Berlin statt.

## Turniere

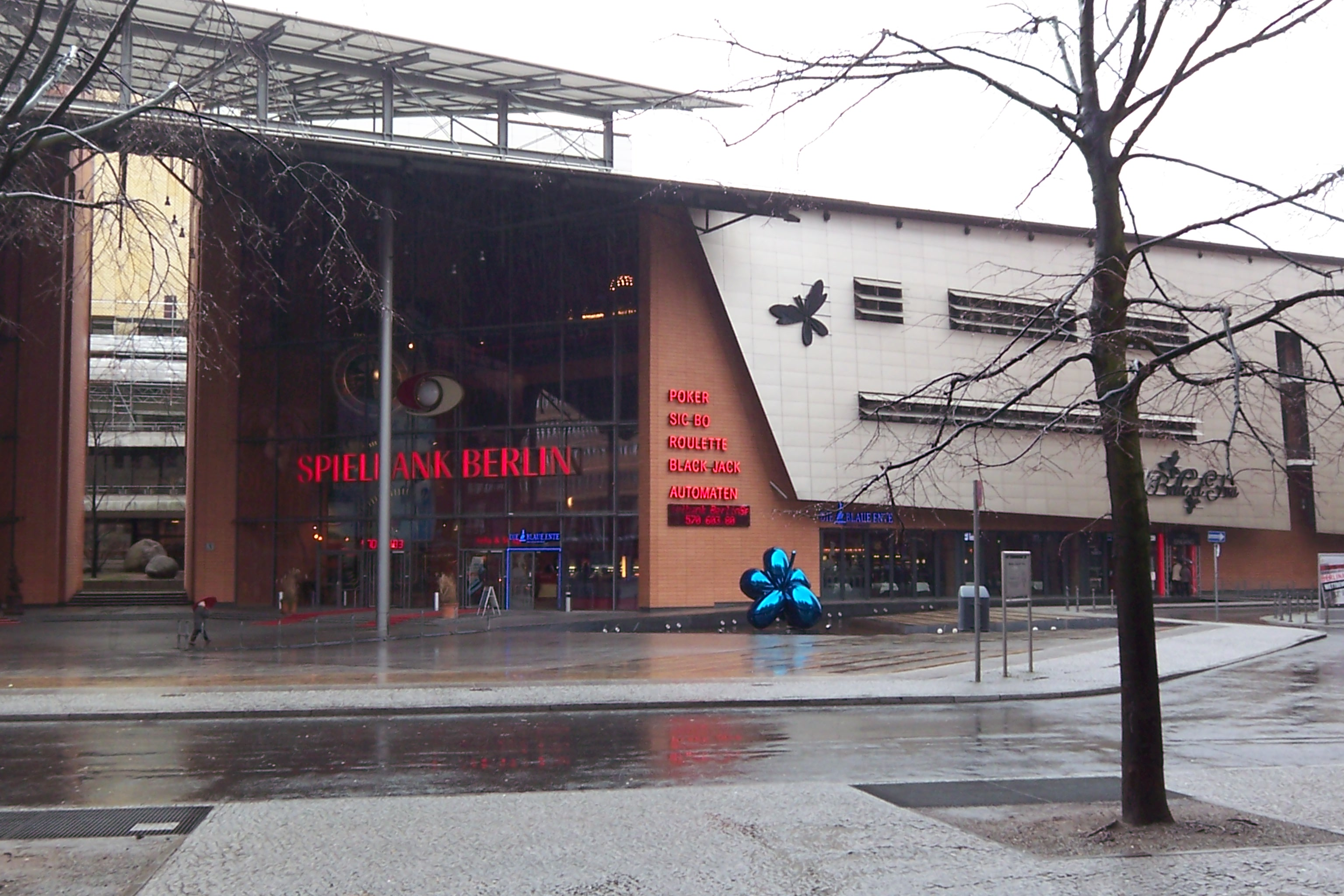
Alle Turniere wurden in der Spielbank Berlin ausgetragen

### Struktur
Es standen zehn Pokerturniere auf dem Turnierplan, wovon sieben in der Variante No-Limit Hold’em, zwei in Pot Limit Omaha sowie eines in der gemischten Variante 8-Game gespielt wurden. Der Buy-in lag zwischen 550 und 25.600 Euro. Für einen Turniersieg bekamen die Spieler neben dem Preisgeld ein Bracelet.

### Turnierplan
Im Falle eines mehrfachen Braceletgewinners gibt die Zahl hinter dem Spielernamen an, das wievielte Bracelet in diesem Turnier gewonnen wurde.
| #  | Buy-in (in €) | Turnier                                    | Turnierbeginn | Teilnehmer | Sieger                | Herkunft               | Preisgeld (in €) |
| -- | ------------- | ------------------------------------------ | ------------- | ---------- | --------------------- | ---------------------- | ---------------- |
| 1  | 02.200        | Six-Handed No-Limit Hold’em                | 8. Okt. 2015  | 0197       | Makarios Avramidis    | Griechenland           | 105.000          |
| 2  | 00.550        | The Oktoberfest No-Limit Hold’em           | 9. Okt. 2015  | 2144       | Dietrich Fast         | Deutschland            | 157.749          |
| 3  | 03.250        | Eight-Handed Pot-Limit Omaha               | 11. Okt. 2015 | 0161       | Richard Gryko         | Vereinigtes Konigreich | 126.345          |
| 4  | 01.650        | Monster Stack No-Limit Hold’em             | 12. Okt. 2015 | 0580       | Ryan Hefter           | Vereinigte Staaten     | 176.205          |
| 5  | 02.200        | Mixed Event (8-game) (Tables are 6-Handed) | 13. Okt. 2015 | 0113       | Alex Komaromi         | Uruguay                | 065.740          |
| 6  | 03.250        | No-Limit Hold’em                           | 14. Okt. 2015 | 0256       | Pavlos Xanthopoulos   | Griechenland           | 182.510          |
| 7  | 00.550        | Pot Limit Omaha                            | 15. Okt. 2015 | 0503       | Barny Boatman (2)     | Vereinigtes Konigreich | 054.725          |
| 8  | 01.100        | Turbo No-Limit Hold’em w/Re-Entry          | 16. Okt. 2015 | 0546       | Georgios Sotiropoulos | Griechenland           | 112.133          |
| 9  | 10.450        | Main Event – No-Limit Hold’em              | 18. Okt. 2015 | 0313       | Kevin MacPhee (2)     | Vereinigte Staaten     | 883.000          |
| 10 | 25.600        | High Roller No-Limit Hold’em               | 21. Okt. 2015 | 0064       | Jonathan Duhamel (3)  | Kanada                 | 554.395          |

### Main Event
Das Main Event wurde vom 18. bis 24. Oktober 2015 gespielt. Die finale Hand gewann MacPhee mit A♦ 4♦ gegen López’ K♥ K♣.
| Platz | Herkunft           | Spieler              | Preisgeld (in €) |
| ----- | ------------------ | -------------------- | ---------------- |
| 1     | Vereinigte Staaten | Kevin MacPhee        | 883.000          |
| 2     | Spanien            | David López          | 475.000          |
| 3     | Mexiko             | Juan Carlos Alvarado | 315.000          |
| 4     | Vereinigte Staaten | Andrew Lichtenberger | 225.000          |
| 5     | Deutschland        | Kilian Kramer        | 175.000          |
| 6     | Schweiz            | Felix Bleiker        | 130.000          |
| 7     | Vereinigte Staaten | Erik Seidel          | 100.000          |
| 8     | Spanien            | Mario Sánchez        | 075.000          |

## Player of the Year
Die Auszeichnung als Player of the Year erhielt der Spieler, der über alle Turniere hinweg die meisten Punkte sammelte. Das Ranking beinhaltete auch die Turniere der Hauptturnierserie, die vom 27. Mai bis 14. Juli 2015 in Las Vegas ausgespielt wurde. Sieger Mike Gorodinsky gewann ein Bracelet und erreichte insgesamt vier Finaltische und achtmal die Geldränge.
| Platz | Herkunft               | Spieler          | Punkte  |
| ----- | ---------------------- | ---------------- | ------- |
| 1     | Vereinigte Staaten     | Mike Gorodinsky  | 2251,81 |
| 2     | Vereinigte Staaten     | Brian Hastings   | 2122,53 |
| 3     | Vereinigte Staaten     | Shaun Deeb       | 2056,40 |
| 4     | Vereinigte Staaten     | Kevin MacPhee    | 2030,00 |
| 5     | Kanada                 | Jonathan Duhamel | 2019,67 |
| 6     | Vereinigte Staaten     | Anthony Zinno    | 1942,72 |
| 7     | Vereinigte Staaten     | Paul Volpe       | 1889,46 |
| 8     | Deutschland            | Ismael Bojang    | 1808,40 |
| 9     | Vereinigtes Konigreich | Stephen Chidwick | 1764,68 |
| 10    | Kanada                 | Mike Leah        | 1710,95 |